# Tierrettung München
Der gemeinnützige Verein aktion tier Tierrettung München e.V. ist eine Hilfsorganisation für Tiere, die medizinische Erstversorgungen bei kranken und verletzten Haustieren sowie Wildtieren durchführt.

## Geschichte
Der Verein "aktion tier Tierrettung München e.V." wurde 2001 in München u. a. von der Münchner Rechtsanwältin und CSU-Stadträtin Evelyne Menges gegründet. Zum Gründungszeitpunkt gab es keine Hausbesuche von Tierärzten in München und auch keine Notärzte für Tiere. Die Gründung wurde maßgeblich vom Verein Aktion Tier – Menschen für Tiere finanziell unterstützt, weswegen der Verein "aktion tier Tierrettung München e.V." heißt. Evelyne Menges ist seit 2018 Vorsitzende des Vereins.

## Aufgaben
Unter einer Notrufnummer kann man rund um die Uhr an 365 Tagen im Jahr die roten Ambulanz-Fahrzeuge der Tierrettung München mit einem Tierarzt in der Stadt München und Umgebung anfordern. Behandlungen werden Zuhause oder am Unfallort durchgeführt. Bei Bedarf wird ein verletztes Tier von der Tierrettung München in eine Tierklinik transportiert. Da es sich bei der Tierrettung München um eine Notfallambulanz handelt, werden Routinebehandlungen wie Impfungen, Entwurmungen oder Operation nicht durchgeführt. Im Jahr 2013 hatte die Tierrettung München ca. 4.000 Einsätze.
Beispiele für typische Einsätze sind
- Verkehrsunfall
- Fenstersturz
- Kippfenster-Verletzung bei Katzen
- Bisswunden
- Hitzschlag
- Atemnot
- Allergische Reaktionen
- Erkrankungen des Magen-Darm-Trakts (z. B. Durchfall und Erbrechen)

Für die Sendung Menschen, Tiere & Doktoren des Fernsehsenders VOX wurden auch Ärzte der Tierrettung München begleitet.

## Finanzierung
Der aktion tier Tierrettung München e.V. versteht sich selbst als eine Solidargemeinschaft von Tierfreunden. Der Verein finanziert sich durch die Beiträge seiner Mitglieder sowie Spenden. Er wird maßgeblich durch den Tierschutzverein aktion tier – Menschen für Tiere e.V. unterstützt. Tierärztliche Behandlungen für Nicht-Mitglieder werden nach der Gebührenordnung für Tierärzte (GOT) abgerechnet, Mitglieder erhalten gemäß der Vereinssatzung spezielle Konditionen.